# Wilhelm Dieker
Wilhelm Johannes Dieker (* 17. Dezember 1906 in Mülheim an der Ruhr; † 29. März 1987 in Heidelberg) war ein deutscher Arzt, Internist, Röntgenologe und Professor.

## Leben
Wilhelm Dieker, in jungen Jahren an Kinderlähmung erkrankt und zeitlebens eingeschränkt im Gehen, studierte Medizin in Marburg, Münster, Berlin und Bonn. In Bonn schloss er 1932 sein Staatsexamen ab und promovierte auch dort mit dem Thema Ueber das Pseudomyxoma peritonei.
Anschließend arbeitete Dieker am Universitätsklinikum Heidelberg und konnte sich dort mit dem Thema Die Kurzwellenbehandlung des Lungenabszesses habilitieren. Bereits 1934 war er dem NS-Lehrerbund beigetreten, dann nach einem Aufnahmeantrag vom 21. Mai 1937 rückwirkend zum 1. Mai desselben Jahres in die NSDAP aufgenommen worden (Mitgliedsnummer 5.262.511) und 1939 schloss er sich noch dem NS-Ärztebund an. Im November 1939 wurde er in Heidelberg, nachdem seine körperliche Eignung angezweifelt worden war, nach positiver Fürsprache durch Johannes Stein zum Dozenten für Innere Medizin und Röntgenologie ernannt. Er wurde ebenfalls stellvertretender Leiter der Klinik. Mitte November 1941 wurde Dieker zum außerordentlichen Professor für Innere Medizin und Röntgenologie der Reichsuniversität Straßburg ernannt und in seiner Tätigkeit in Heidelberg beurlaubt. In Straßburg geriet er Ende November 1944 in amerikanische Kriegsgefangenschaft. Er wurde nach Marseille gebracht und war ab 22. Dezember 1944 als Leitender Arzt in einem Gefängnislazarett tätig, welches im Februar 1946 aufgelöst wurde. Ende Oktober 1946 wurde er dann aus der Kriegsgefangenschaft entlassen und kehrte nach Deutschland zurück.
Im September 1947 wurde Dieker mit der sogenannten Weihnachtsamnestie entnazifiziert. Ihm wurde zwar die Parteizugehörigkeit und bestimmte Aktivitäten als Kassenwart der NSDAP an der Hochschule Heidelberg zugeschrieben, aber keine Belastung aufgrund einer bestimmten Parteilaufbahn. Es wurde festgestellt, dass er sowohl in Heidelberg als auch in Straßburg jüdische Patienten versorgt hatte.
Dieker probierte an das Universitätsklinikum Heidelberg als Dozent zurückzukehren, scheiterte aber am Widerstand von Richard Siebeck und der Fakultät. Dieker sah zusätzlich, dass er eigentlich in Straßburg zum ordentlichen Professor ernannt worden war und ihm die Lehrbefugnis in Heidelberg zustehen würde. Von der Fakultät wurde ein Gutachten bei Walter Jellinek in Auftrag gegeben. Dieser stellte fest, dass Dieker als der Straßburger Fakultät und nicht der Heidelberger Fakultät zugehörig anzusehen wäre und argumentierte, dass nach einem Spruchkammerbescheid unbelasteten Personen in ihre frühere Stellung zurückkehren könnten, aber kein Zwang dazu bestehe. In der Folge probierte Dieker den Professorentitel zu erhalten und die eigentliche Lehrbefugnis rückte in den Hintergrund der Auseinandersetzung, wobei klar war, dass von der Fakultätsseite eine Wiedereinstellung Diekers verhindert werden sollte. Ende 1948 erhielt er den Professortitel zuerkannt, wurde aber nicht wieder in den Heidelberger Lehrkörper aufgenommen.
Anschließend war er für zwei Jahre als Röntgenologe am Städtischen Krankenhaus Schwetzingen tätig. 1949 ging er als Chefarzt an das internistische Krankenhaus Speyererhof nach Heidelberg, welche heute die Kliniken Schmieder Heidelberg ist. Später wurde er medizinischer Direktor des Hauses und blieb dies für knapp 25 Jahre, bevor er Ende 1973 in den Ruhestand ging.